# Sciades couma
Sciades couma är en fiskart som först beskrevs av Valenciennes, 1840.  Sciades couma ingår i släktet Sciades och familjen Ariidae. IUCN kategoriserar arten globalt som livskraftig. Inga underarter finns listade i Catalogue of Life.